# Латколония
Латколо́ния (бел. Латкалонія) — деревня в составе Смолицкого сельсовета Быховского района Могилёвской области Республики Беларусь.

## История
В 1924—1939 годах деревня была центром Грудиновского 2-го национального латышского сельсовета. До 5 декабря 2011 года деревня входила в состав Следзюковского сельсовета.

## Население
- 2010 год — 21 человек